# 蒙坦
蒙坦，是西班牙瓦伦西亚自治区卡斯特利翁省的一个市镇。总面积34平方公里，总人口326人（2001年），人口密度10人/平方公里。